# Alexandre Schaffman
Alexandre Schaffman (Sebastopol, 25 de setembro de 1900 — São Paulo, possivelmente em dezembro de 1992) foi um violinista ucraniano e executante de música erudita.

## Biografia
Alexandre Schaffman nasceu na Ucrânia em 25 de setembro de 1900, quando o país ainda fazia parte do Império Russo. Era o filho mais novo de uma família judaica de quatro filhos. Como era comum naquela época nas famílias judaicas, aprendeu um instrumento, o violino, que se tornou seu instrumento de profissão. Tendo nascido em Sebastopol, dirigiu-se para Odessa, onde viveu com sua mãe até a revolução russa de 1917. 
Já em Constantinopla, ganhou a vida como violinista em restaurantes. Foi em seguida para os Estados Unidos e finalmente para o Brasil, em São Paulo, onde viveu até o fim da vida. Foi casado com Rosália Abramovich, sua prima de segundo grau, com quem teve duas filhas, Elisa e Eugênia.
Foi maestro, mas se destacou como violinista no Quarteto Haydn, posteriormente denominado Quarteto de Cordas Municipal, criado por Mário de Andrade e considerado um dos mais ilustres grupos de câmara da América Latina. Schaffman permaneceu no quarteto em sua formação mais duradoura, que se estendeu por trinta e sete anos e foi retratada no documentário "Variações sobre um Quarteto de Cordas", de Ugo Giorgetti .  
Sua vida profissional como músico se confunde com o Quarteto de Cordas Municipal. O Quarteto foi formado em 1935 por Mário de Andrade, que era então o diretor do Departamento de Cultura, atual Secretaria Municipal da Cultura. O quarteto manteve a formação inicial até que o governo de Paulo Maluf decidiu não dar mais continuidade àquela formação, substituindo-os por músicos mais novos. A formação durou 37 anos e se constituía de Gino Alfonsi (primeiro violino), Alexandre Schaffman (segundo violino), Johannes Olsner, (viola), Calixto Corazza (violoncelo). 
Ao longo de sua carreira como músico do quarteto, fez inúmeras adaptações de obras para concerto, dentre elas, a transcrição para quarteto de algumas obras de Beethoven, que originariamente haviam sido compostas para outras formações.
Executou com o quarteto diversas obras de compositores brasileiros, dentre eles Villa Lobos, Claudio Santoro, Ascendino Teodoro Nogueira e Radamés Gnattali.
Em entrevista ao maestro Júlio Medaglia, realizada na Rádio Cultura em 1989, Alexandre Schaffman declarou que o 13° Quarteto de Villa-Lobos foi dedicado ao Quarteto de Cordas Municipal. 
Schaffman faleceu aos 92 anos em dezembro de 1992,  cuja sua data de óbito ainda é desconhecida.
https://brasiliana.museus.gov.br/acervos/villa-lobos-e-o-quarteto-sao-paulo-haydn-de-cordas-durante-a-semana-villa-lobos/